# Histoire des Juifs à Bychawa
L'histoire des Juifs à Bychawa s'étend du XVIe siècle jusqu'à la Shoah. À partir du milieu du XVIIIe siècle et jusqu'à la Seconde Guerre mondiale, les Juifs représentent la majorité de la population de Bychawa et jusqu'à plus de 80 % au début du XXe siècle. Principalement commerçants et artisans, ils sont très impliqués dans la vie sociale et politique de la ville.
Au début de la Seconde Guerre mondiale, la communauté juive compte près de 2 500 membres. Le ghetto créé en décembre 1940 est liquidé en octobre 1942 et ses habitants envoyés aux camps d'extermination de Sobibó, de Bełżec ou de Majdanek pour y être assassinés.
Bychawa est une ville au sud-est de la Pologne dans la voïvodie de Lublin. La ville située à 30 km au sud de Lublin compte actuellement un peu plus de 5 200 habitants.

## Histoire des Juifs à Bychawa

### Les débuts de la communauté juive
La ville de Bychawa est fondée en 1537 par Mikołaj Pilecki. Les premiers Juifs s'installent dans la ville vers 1578, date des premiers documents historiques confirmant leur présence.
Une communauté juive indépendante est fondée à la fin du XVIe siècle. En 1675, 17 Juifs vivent à Bychawa. Bien que le plus vieux document mentionnant l'existence d'une synagogue date de 1717, il est à peu près certain qu'une synagogue en bois a été construite dans les années 1580 ou 1590. On suppose qu'elle se trouvait à l'est de la place du marché et qu'un cimetière devait se situer à côté. 
La communauté juive de Bychawa est décimée par les attaques de l'armée des Cosaques d'Ukraine de Bogdan Khmelnitski dans les années 1648-1649, mais se reconstitue au XVIIIe siècle. Dès les années 1780, les Juifs représentent déjà plus de 30 % de la population totale de la ville, et prennent une place de plus en plus importante dans la vie économique et sociale de la ville. 
Le nombre de Juifs vivant à Bychawa croit dès la seconde moitié du XVIIIe siècle. En 1765, on compte 116 Juifs, puis 216 en 1778. En 1787, les 193 habitants juifs représentent 32 % de la population totale de 606 habitants. En 1779, il y a 14 maisons juives et 4 polonaises situées autour de la place du marché. En 1785, sur les 5 membres de la cour de justice locale, deux sont juifs. La communauté possède sa synagogue, un mikvé et son cimetière. C'est pendant le règne du comte Karol Scipio del Campo que la population juive croit de façon significative, car le comte préfère installer des Juifs plutôt que des chrétiens car ceux-ci payent des taxes plus élevées.

### DuXIXesiècleà laPremière Guerre mondiale
En 1816, les artisans juifs obtiennent le droit de rejoindre la guilde des artisans. En 1830, la ville compte 747 habitants dont 437 Juifs soit 58 % de la population. En 1860, la population totale est de 986 habitants, et les Juifs avec 718 personnes représentent 72 % de la population. À la fin des années 1870, 2 212 personnes vivent à Bychawa dont 1 579 Juifs soit 74 % de la population. 
Au XIXe siècle, Bychawa devient un important centre du judaïsme hassidique et possède son propre tsadik et sa cour. La dynastie locale est fondée par Nechemya Yechiel Rabinowicz, le fils de Jacob Isaac ben Asher, connu sous le nom de Yid Hakudosh ou Saint Juif de Przysucha. Cette dynastie a perduré jusqu'à la Shoah.
En 1866, la communauté juive se voit allouer plusieurs terrains dans la ville et obtient la permission de construire des maisons. Par exemple Szloma Szpira et Abram Sztejn reçoivent 14 perches polonaises (262 m2) de terre; Chaim Rubinowicz: 120 perches (2 244 m2); Abram Ehrlich et Lejba Ehrlich: 18 perches (337 m2); Szloma Klajman et Moszko Litman: 10 perches (187 m2); Srul Ehrlich: 9 perches (168 m2); Lejba Sztych et Agnesa Żminad: 15 perches (280 m2); Henryk Ehrlich et Józef Klajman: 8 perches (150 m2); Moszek Dajzer, Herszek Klajman, Wolf Ehrlich, Dawid Katz et Mendel Lebenbaum: 10 perches (187 m2).
Bychawa est détruit par un grand incendie en 1876, et en 1892 une épidémie de typhoïde ravage la ville. Lors du grand incendie, la synagogue construite en 1810 est entièrement détruite et ne sera reconstruite qu'en 1899. À côté de la synagogue se trouvaient le mikvé et une maison de prière qui eux aussi ont été détruits lors de l'incendie de 1876.
Dans les années 1872 à 1888, le comité de surveillance de la synagogue alloue 20 roubles par an pour couvrir le salaire du rabbin. Cette somme augmentera jusqu'à 100 roubles par an dans les années précédant le déclenchement de la Seconde Guerre mondiale. Dans les années 1890 à 1914, la communauté dépense 114 roubles par an pour l'entretien de l'école et de la synagogue. En 1908, la communauté commence à payer une prime d'assurance incendie de 55 roubles par an. Les dépenses de l'hôpital juif s'élèvent à 1 126 roubles dans les années 1896 à 1905, entrainant un déficit permanent dans le budget. 
Les trois membres du comité de surveillance de la synagogue sont élus lors d'une assemblée générale pour une durée de trois ans. De 1869 à 1871, les membres du comité sont: Kapel Rudeł, Szloma Szpira et Icek Mojzels; de 1872 à 1874: Lejba Sztejn, Abram Klajman et Szulim Sztejn; de 1875 à 1890: Abram Klajman, Szija Weltman et Szloma Bursztyn; de 1891à 1893: Abram Chaskiel Klajman, Josek Szpira et Mendel Sztejnman; de 1897 à 1900: Abram Mendel Lewinbaum, Lejba Icek Klajman et Josek Fajerajzen; de 1912 à 1915: Mendel Rozenson, Dawid Rajs et Aron Chil Himelfard. À la fin du XIXe siècle, deux feldshers (médecins assistants) juifs, Herszek Zajfierajnier et Szloma Zajfen travaillent à Bychawa. 
En 1900, sur les 2 800 habitants que compte la ville, 81 % soit 2 294 sont juifs. La communauté vit par les contributions de ses membres. Chaque membre du comité de surveillance de la synagogue paie 1 rouble. Peu de gens paie une contribution supérieure: La famille Klajman qui possède un entrepôt textile et une tannerie paie:  8 roubles; Abram Szterenfeld: 10 roubles; Majer Szpira: 8 roubles; Nusym Lewinstejn: 7,5 roubles et Szloma Szpira: 2 roubles.
En 1911, grâce aux efforts du rabbin Rachmil Grinbaum, la communauté obtient l'autorisation de créer un nouveau cimetière sur la route de Bychawa à Gałęzów. À partir de 1918, le successeur de Grinbaum est Jankiel Icek Rabinowicz.
La première pharmacie est ouverte par un chrétien en 1906 et la seconde par Szloma Klajman de Bełżyce en 1914. En 1904, le premier groupe sioniste est formé à Bychawa.

### La période de l'entre-deux-guerres
En 1916, Bychawa compte 2 681 habitants dont 1 921 Juifs représentant 71 % de la population. Pendant la période de l'entre-deux-guerres, la population de Buchawa va croitre de façon régulière: En 1921, la ville a 2 848 résidents,dont 1 879 Juifs représentant 65 %,   
Les Juifs vivent dans la partie nord-ouest de Bychawa et ont leurs commerces dans la rue Turobińska, l'artère principale de la ville. Dans cette rue se trouvent aussi de nombreux ateliers d'artisanat familiaux. Avant la Seconde Guerre mondiale, la majorité des maisons juives sont situées autour de la place du Marché, avec 35 des 36 maisons appartenant à des Juifs. Toutes les maisons de la rue Końska appartiennent à des Juifs. Sur les 26 maisons de la rue Kościelna, 24 appartiennent à des Juifs. De même, une seule maison sur les douze de la rue Stolarska appartient à un propriétaire non juif. 8 des 10 maisons de la rue Bożnicza ont un propriétaire juif, tandis que les autres rues: Wołowa, Rudnik, Lubelska et Stolarska sont habitées par des Juifs et des Chrétiens.
Quelques maisons typiques du shtetl

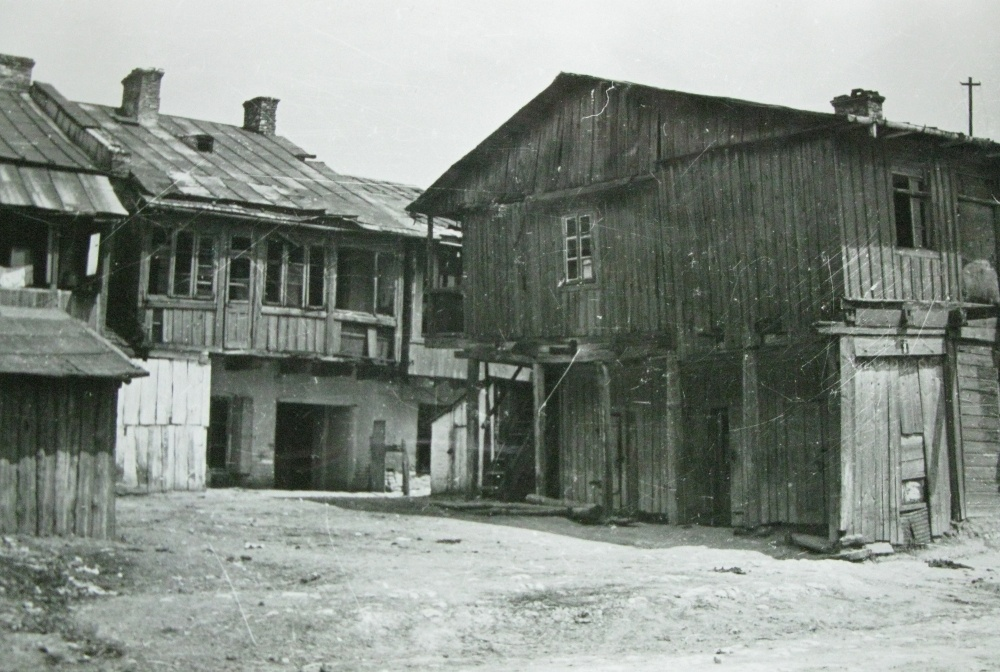
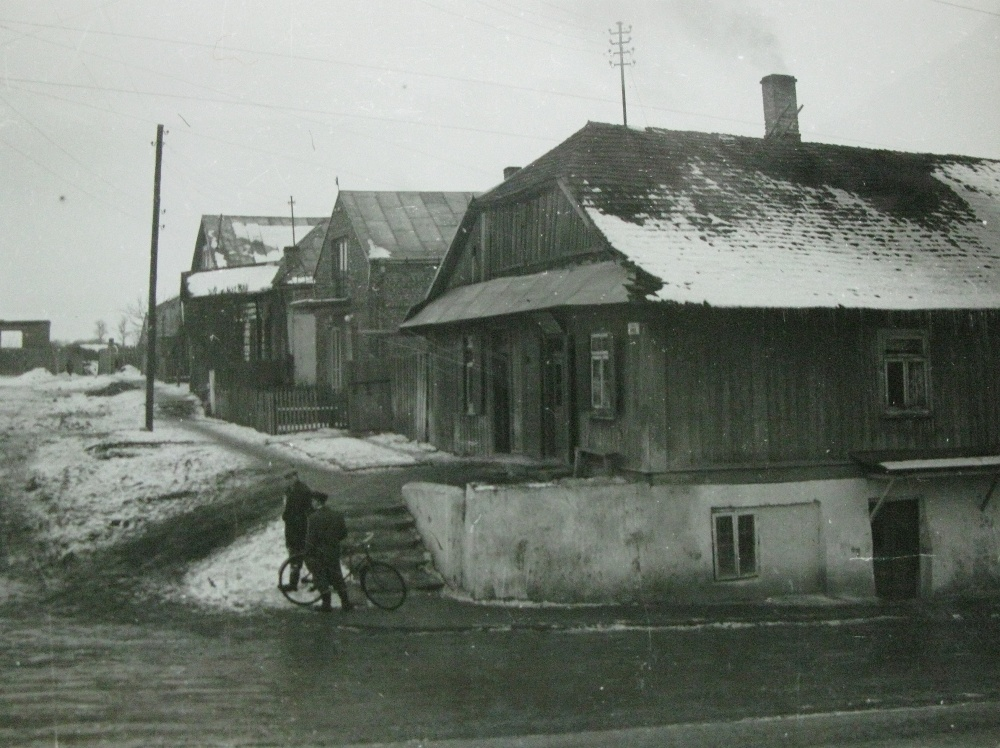
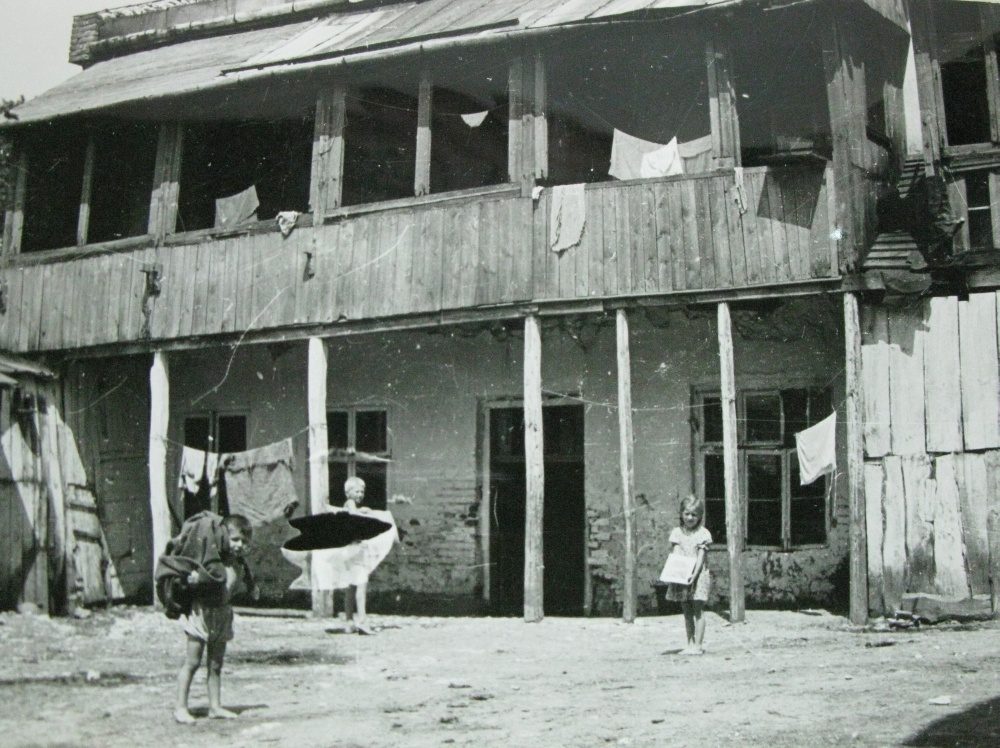

Après l'indépendance de la Pologne en 1918, plusieurs changements administratifs ont lieu dont l'intégration à la ville de villages avoisinants à forte majorité chrétienne, conduisant à une diminution relative du pourcentage de Juifs dans la population totale de Bychawa.  
Dans l'entre-deux-guerres, la communauté juive de Bychawa connait un important développement sur le plan culturel, politique et social. En 1917, est créée une section de l'Organisation sioniste, réactivée en 1927 par Mendel Rays et Szmul Szechter, et en 1919 le parti Agudas Jisroel, relancé en 1935 par Szyja Cukierman. Le Bund socialiste jouit d'une grande influence parmi la population locale. À l'automne 1925 éclate un conflit entre les sionistes et les Juifs orthodoxes, ces derniers voulant interdire l'accès de la synagogue aux sionistes.   
Deux mouvements de jeunesse sont implantés à Bychawa en 1932: l'association Joseph Trumpeldor ou Betar et le mouvement des pionniers HeHalutz. La ville possède aussi plusieurs institutions juives encourageant le développement comme l'Association des petits commerçants fondée en 1922. Les années 1920 et 1930 sont des périodes d'intenses activités des organisations culturelles et éducatives, comme l'Association de la bibliothèque juive I.L. Peretz ou l'Association culturelle et éducative juive Tarbut établie en 1921  et l'école Beit Yaakov pour filles. 

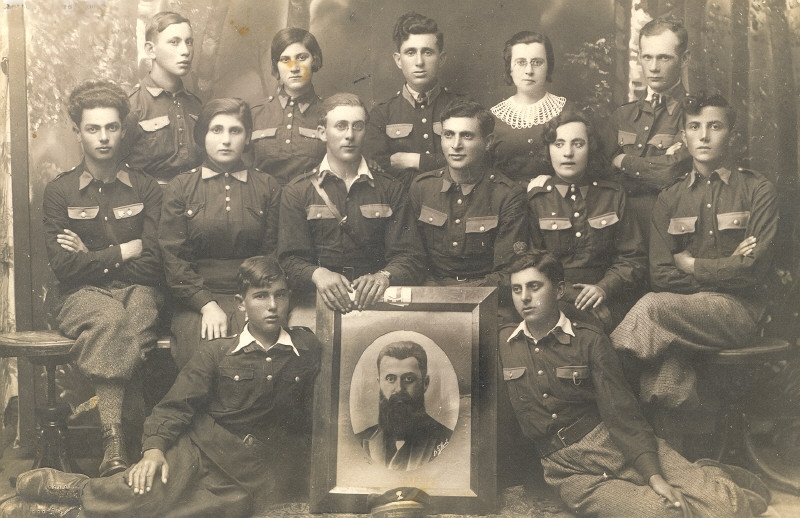
Membres du Betar à Bychawa en 1933 posant avec la photo de Theodor Herzl
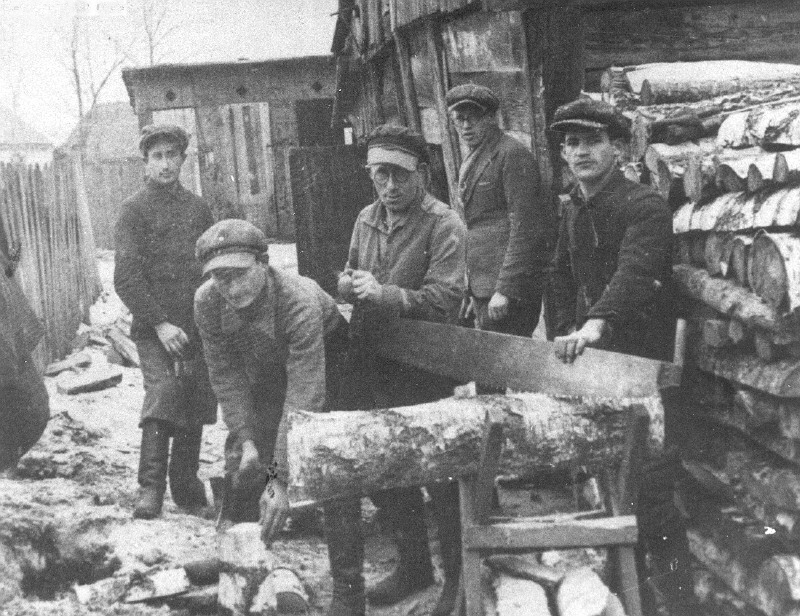
Membres de HeHalutz lors d'un stage de bûcheron avant une émigration en Israël

Dans les années 1920, deux organisations caritatives juives opèrent à Bychawa: le Bikkour Holim et le Linas Hatsedek. Cependant, ces associations vont rapidement être fermées en raison de leur inactivité. Par contre l’association Gemilut Chesed, fondée le 21 juillet 1931, et offrant des prêts sans intérêt, est très active en ville. Son fondateur et président est Aron Brawer. Il est assisté de Szol Tober, fabricant de casquettes, d'Abram Rozenfarb, boulanger et de Szyja Lubelski. Les Juifs participent aussi activement dans la vie sociale et politique de la ville. En 1935, sur les 30 membres du conseil municipal de Bychawa, 12 sont juifs. 
Dans la seconde moitié des années 1930, en raison de la crise économique et de la montée des sentiments antisémites dans la population polonaise, la situation des Juifs de Bychawa commence à se détériorer, conduisant à une augmentation de l'émigration vers l'Europe de l'Ouest, l'Amérique et aussi vers la Palestine, encouragé par les mouvements sionistes. Ce n'est pas un exode massif, mais il concerne surtout les jeunes et les personnes actives. À la veille de la Seconde Guerre mondiale, les Juifs ne représentent plus que la moitié de la population de la ville. La communauté possède une synagogue en brique, une maison de prière, la maison du gardien de la synagogue, un mikvé, un abattoir pour la volaille, un hospice en bois pour les vieux et les handicapés, ainsi que deux cimetières dont l'un est fermé aux enterrements. La population juive locale est en butte à un boycott économique et avant la guerre à des attaques physiques et des pillages.

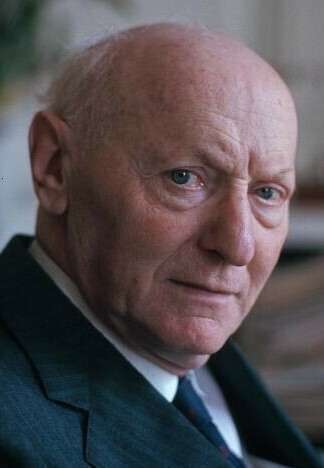
Isaac Bashevis Singer, prix Nobel de littérature en 1878

En 1938, le nombre de membres de la communauté grimpe à 2 459. On estime les biens meubles de la communauté à 5 017 zlotys et les biens fonciers à plus de 23 150 zlotys. La communauté à une dette de 2 610 zlotys.
Bychawa apparaît dans une nouvelle d'Isaac Bashevis Singer intitulée en anglais Yentl the Yeshiva Boy. On suppose que Singer est venu à Bychawa, mais on ignore quand et pour combien de temps. Par contre, il n'y a jamais eu de yechiva à Bychawa.

### LaSeconde Guerre mondialeet laShoah
Bychawa est occupée par les Allemands en septembre 1939 dès le début de la guerre. Un ghetto est installé en décembre 1940. En 1942, environ 2 600 Juifs sont entassés dans le ghetto, principalement des habitants de Bychawa, mais aussi environ 125 personnes de Łódź transportées à Bychawa, en mars 1940, 101 personnes de Cracovie arrivées le 26 et 28 février 1941 et 145 personnes le 4 mars 1941 et plusieurs centaines de Bełżyce depuis la mi-octobre 1942. Un camp de  travail forcé est implanté en ville ou travaillent environ 500 prisonniers. Les prisonniers sont entre autres chargés de détruire les maisons juives et de trier les affaires laissées par les Juifs. Le nombre de Juifs enfermés dans le ghetto va progressivement croitre jusqu'à 2 850 personnes. 
Lors de la mise en place du Judenrat (Conseil juif) par les Allemands, celui-ci est dirigé par Mendel Rajs, remplacé en mars 1941 par Boruch Herszman, puis par Semen Słobodski de Łódź. Les autres membres du Judenrat sont : Pinkwas Rajs, commerçant ; Abram Zajdler, commerçant ; Moszek Warcki ; Berek Weltman et Szmul Ejdelman. Quand Semen Słobodski devient président du Judenrat, de nouveaux membres sont adjoints : Chaim Lewinbaum ; Chil Garten ; Zelig Flam et Hersz Rutinkier, un Juif allemand de Koźmin Wielkopolski. En 1941, le Conseil juif fonde le Comité d'aide aux personnes déplacées et aux pauvres locaux. 
Le 19 mai 1942, l'administrateur du powiat de Lublin, Emil Ziegenmeyer, mentionne Bychawa parmi les six villes où les Juifs doivent être éliminés. Cela se réalise quelques mois plus tard. Le 10 octobre 1942, à l'aube, des SS et des gardes polonais entrent dans le ghetto. Tous les Juifs sont forcés de se présenter sur la place du marché. Après avoir compté les personnes rassemblées, les SS ouvrent le feu sur la foule, tuant une partie des personnes présentes. Les survivants sont autorisés à rentrer chez eux. Le ghetto de Bychawa est liquidé le lendemain, le 11 octobre. De 2 100 à 2 600 de ses habitants sont conduits à Bełżyce, tous ceux retardant la marche sont abattus en cours de route. Le 13 octobre, les Juifs de Bychawa, ainsi que des Juifs d'autres localités, sont transférés dans un camp d'extermination. Selon diverses études, il s'agirai de Sobibór ou de Bełżec. Un détachement de gardes, commandé par l'Allemand de la Volga Karol Lemichow-Hercenberg, participe activement à la déportation des Juifs de Bychawa. C'est un déserteur, ancien tankiste de l'Armée rouge.
Le camp de travail est liquidé le 8 mai 1943, et ses prisonniers transférés au camp de travail de Budzyń à 5 kilomètres au nord-ouest à de la ville de Kraśnik et au camp d'extermination de Majdanek.  
En plus des exterminations de masse à Bełżec, Sobibór et Majdanek, les nazis ont perpétré de 1941 à 1943, des exécutions individuelles dans les environs de Bychawa. 
L'ancien cimetière juif, situé rue Kościuszko à proximité de la synagogue, est dévasté par les Allemands pendant la Seconde Guerre mondiale. Les pierres tombales sont utilisées pour paver les rues et les places. Après la guerre, une partie du cimetière est utilisée comme terrain pour la construction d'une boulangerie coopérative et en 1988 un canal de drainage est creusé dans sa partie inférieure. Une dizaine de fragments de matzevot (pierres tombales) retrouvée dans la ville est déposée dans la nécropole.
Le nouveau cimetière juif au 76 rue Partyzantów n'était que partiellement utilisé avant la guerre et fonctionnait toujours en 1941. Il a été détruit par les Allemands. Aucune matzevot n'a survécu. Actuellement, le terrain a été transformé en champ arable où poussent alternativement céréales et betterave. 
La synagogue a été pillée durant la guerre mais n'a pas été détruite. Après la guerre, le bâtiment abrite le quartier général d'une brigade de pompiers, puis une installation municipale. Il y a quelques années, le bâtiment historique a été acheté par un homme d'affaires local, mais celui-ci n'est pas entretenu et le vent s'engouffre par les vitres cassées, les peintures polychromes émergent par endroit de dessous le plâtre. La  Fundacja "Bychawa - miasto wielu kultur" s'occupe actuellement de réunir de l'argent nécessaire pour la restaurer et en faire un monument souvenir de la communauté juive disparue.
Seules une cinquantaine de personnes ont survécu à la Shoah. Parmi elles, Elżbieta et Leon Sawicki , deux jeunes docteurs employés à l'hôpital du district de Bychawa. Après la guerre, Leon Sawicki devient le président du département sanitaire et épidémique du Ministère de la santé. La plupart de ceux qui revinrent à Bychawa, émigrèrent dans les années qui suivirent principalement vers Israël.
La communauté juive de Bychawa ne sera pas reconstituée après la guerre. 
État actuel de la synagogue de Bychawa (photos de 2013)

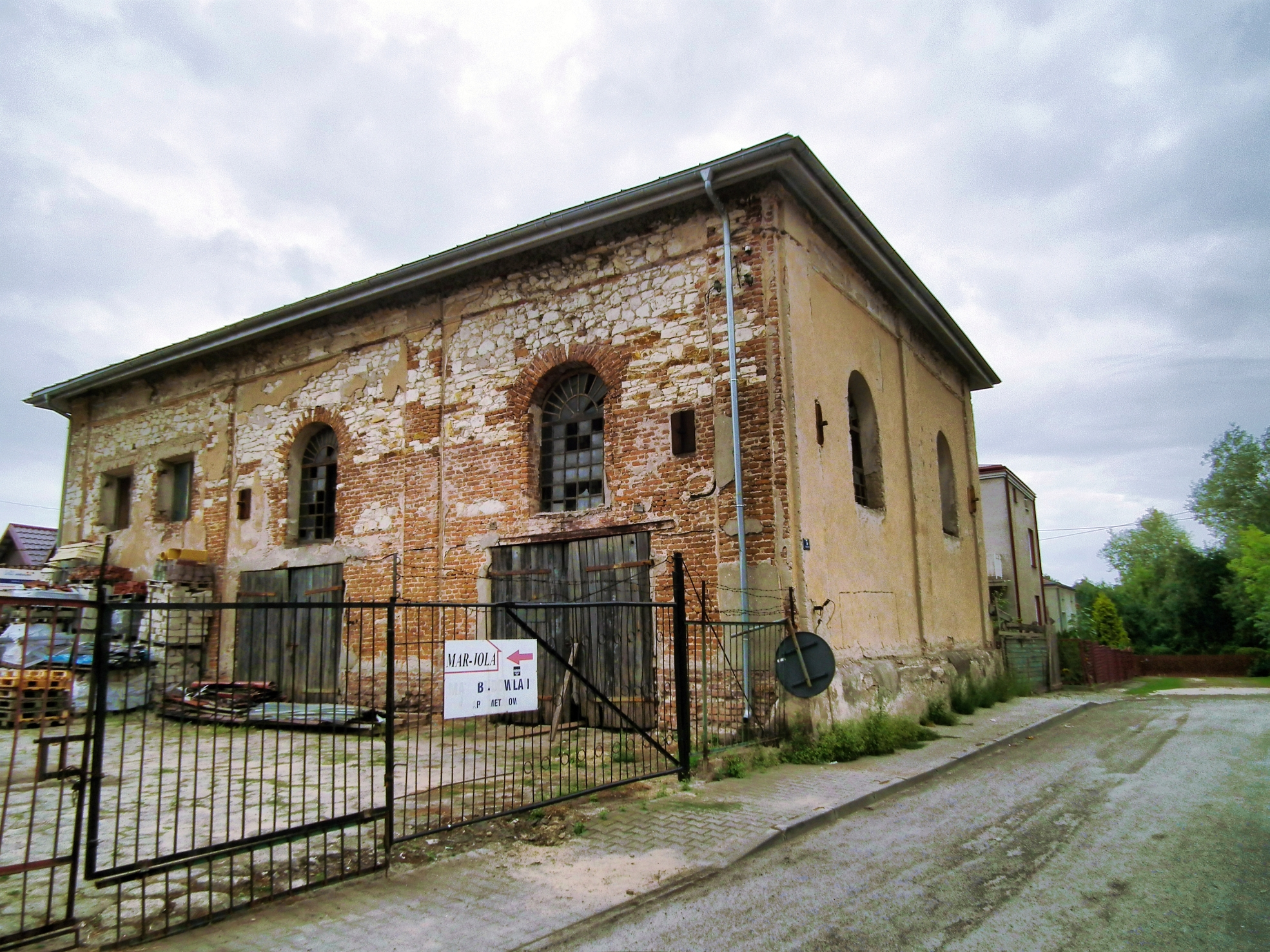
Vue générale de la synagogue
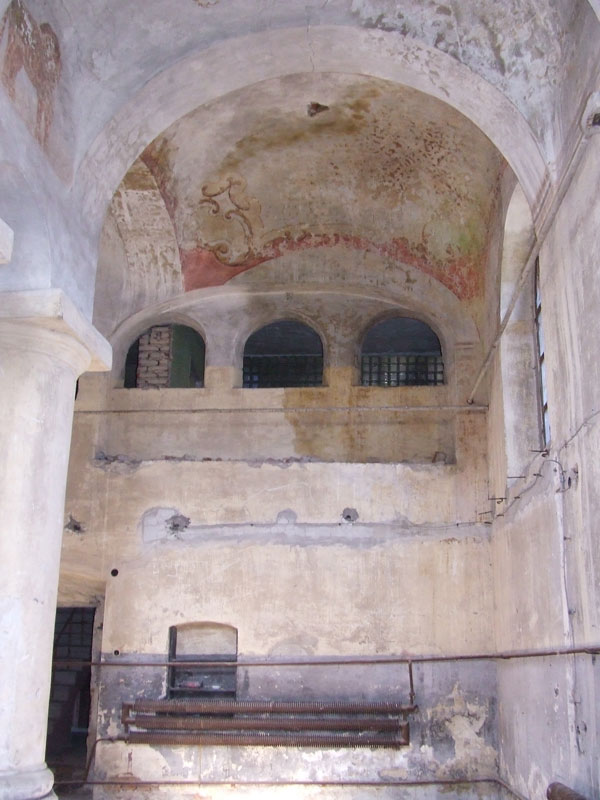
Intérieur de la stnagogue
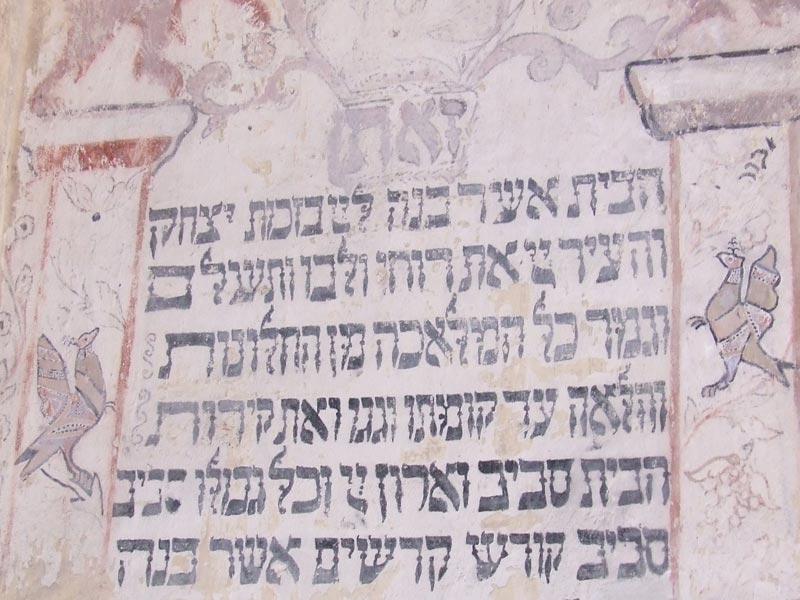
Inscription hébraïque
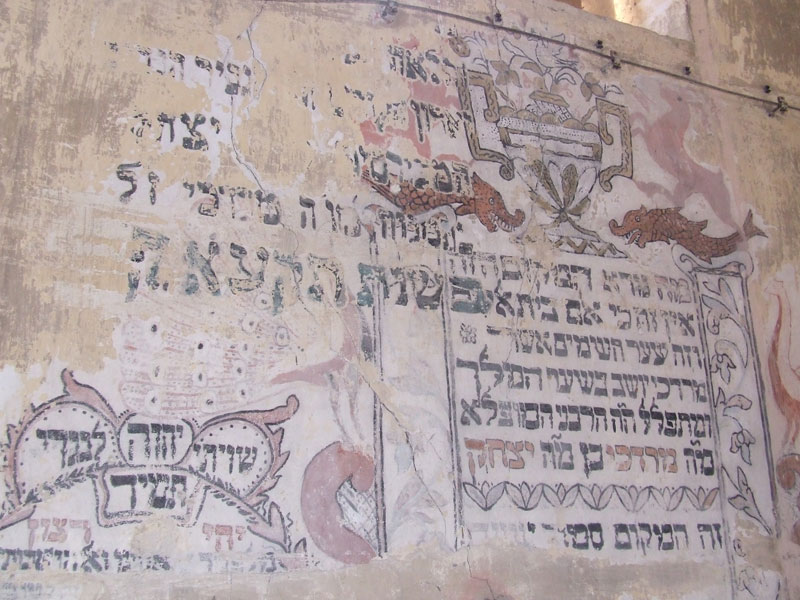
Dessins polychromiques
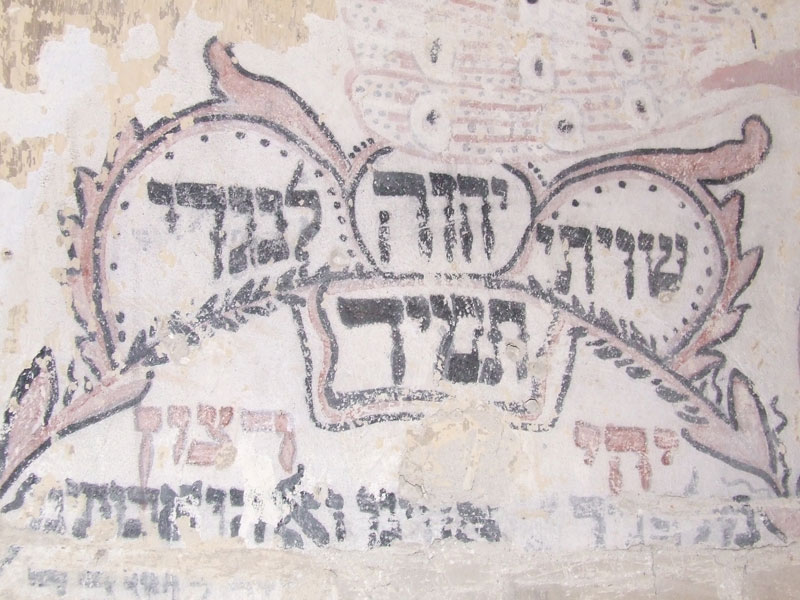
Dessins polychromiques

## Évolution de la population juive
| Population juive à Bychawa |                       |                 |                      |
| Année                      | Population de Bychawa | Nombre de Juifs | Pourcentage de Juifs |
| 1675                       | -                     | 17              | -                    |
| 1765                       | -                     | 116             | -                    |
| 1778                       | -                     | 216             | -                    |
| 1787                       | 606                   | 193             | 31,8 %               |
| 1830                       | 747                   | 437             | 58,5 %               |
| 1860                       | 986                   | 718             | 72,8 %               |
| 1870                       | 2 112                 | 1 579           | 74,8 %               |
| 1900                       | ~ 2 800               | 2 294           | ~ 81,9 %             |
| 1916                       | 2 681                 | 1 921           | 71,7 %               |
| 1921                       | 2 848                 | 1 879           | 66,0 %               |
| 1938                       | -                     | 2 459           | -                    |
| 1939                       | -                     | ~ 1 600         | ~ 50,0 %             |